# Rättvisans män
Rättvisans män (originaltitel Jake and the Fatman) är en amerikansk TV-serie från 1987–1992 med William Conrad och Joe Penny i huvudrollerna. 

## Handling
Den storväxte och buttre åklagaren J.L. McCabe och hans brottsutredare Jake Styles löser allehanda brott i Los Angeles och senare Hawaii, som ganska ofta har kopplingar till dem själva. McCabe är mannen som inte litar på många, men Jake utgör undantaget.

## Rollista i urval
- William Conrad – Jason Lochinvar "Fatman" McCabe
- Joe Penny – Jake Styles
- Alan Campbell – Derek Mitchell
- Lu Leonard – Gertrude
- Olga Russell – Elisabeth Berkeley-Smythe
- Jack Hogan – domare Smithwood
- George O'Hanlon Jr – sergeant Rafferty
- Melody Anderson – sergeant Neely Capshaw